# هيئة تنمية واستخدام الطاقة الجديدة والمتجددة (مصر)
هيئة تنمية واستخدام الطاقة الجديدة والمتجددة (بالإنجليزية:  New and Renewable Energy Authority - NREA)‏ هي هيئة حكومية اقتصادية مصرية ذات شخصية اعتبارية تتبع وزارة الكهرباء والطاقة المتجددة. أنشئت بموجب القانون رقم 102 لسنة 1986. تهدف الهيئة إلى تنمية استخدام الطاقة المتجددة وتشجيع إنتاج المعدات اللازمة لها محليا بحيث تمثل نقطة الارتكاز المحلية للأعمال المبذولة لتطوير تكنولوجيا الطاقة الجديدة واستغلال مصادرها على المستوى التجاري كطاقة نظيفة ومستدامة.
تعمل الهيئة على حصر وتقييم مصادر الطاقة واجراء الدراسات والبحوث التقنية لتنمية المصادر، مع التركيز على الطاقة الشمسية وطاقة الرياح والكتلة الاحيائية. وتعمل الهيئة على مباشرة تنفيذ مشروعات الطاقة المتجددة ووضع المواصفات المعيارية واجراء التقييم واصدار شهادات الصلاحية لمعدات وأنظمة الطاقة المتجددة وتقديم الاستشارات الفنية لمشروعات الطاقة المتجددة المختلفة وتنمية قدرات التصنيع المحلي لمعدات الطاقة المتجددة. وتقديم خدمات المعلومات عن طريق نظام معلومات الطاقة المتجددة وتدريب الكوادر في المجالات السابقة.

## التشريعات المنظمة
- قانون رقم 14 لسنة 1976: بإنشاء هيئة تنفيذ مشروع منخفض القطارة.[7][8]
  - التعديلات:
    - قانون رقم 87 لسنة 1980: تم بموجبه تعديل اسم الهيئة إلى هيئة مشروعات القطارة والطاقة المائية والمتجددة.[9][10]
    - قانون رقم 38 لسنة 1984: تم بموجبه تعديل اسم الهيئة إلى هيئة تنفيذ مشروعات المحطات المائية لتوليد الكهرباء.[11][12]
- قانون رقم 102 لسنة 1986: بإنشاء هيئة تنمية واستخدام الطاقة الجديدة والمتجددة.[13]
  - التعديلات:
    - قانون رقم 135 لسنة 2014.[14]
    - قانون رقم 11 لسنة 2022: تم بموجبه إنشاء هيئة تنمية واستخدام الطاقة الجديدة والمتجددة وإلغاء هيئة تنفيذ مشروعات المحطات المائية لتوليد الكهرباء.[15][16]

## الخطط والأهداف
- تهدف إستراتيجية الهيئة اإلى الوصول إلى نسبة 20% (نسبة طاقة متجددة تشمل الرياح والشمس والمياه من اجمالي الطاقة المنتجة في عام 2022.
- اعتمد المجلس الاعلى للطاقة في أكتوبر 2016 إستراتيجية الدولة المصرية للطاقة حتى عام 2035، والذي يستهدف الوصول بنسبة مشاركة الطاقة المتجددة إلى 42% من إجمالي الطاقة الكهربائية المنتجة في عام 2035 (3% مجمعات طاقة شمسية حرارية و22% خلايا شمسية و14% طاقة رياح و2% طاقة مياه) .[17]

## المحطات التابعة

### طاقة الرياح
- مزرعة رياح جبل الزيت.[18]
- مزرعة رياح الزعفرانة.[19]
- مزرعة رياح غرب بكر.[20]

### الطاقة الشمسية
- محطة بنبان للطاقة الشمسية

## انظر ايضاً
- القابضة لكهرباء مصر
- هيئة الطاقة الذرية

## وصلات خارجية
- الموقع الرسمي للهيئة.